# 2-ヘキサデセナールレダクターゼ
2-ヘキサデセナールレダクターゼ（2-hexadecenal reductase）は、次の化学反応を触媒する酸化還元酵素である。
ヘキサデカナール + NADP+ {\displaystyle \rightleftharpoons } 2-trans-ヘキサデセナール + NADPH + H+
反応式の通り、この酵素の基質はヘキサデカナールとNADP+、生成物は2-trans-ヘキサデセナールとNADPHとH+である。
組織名はhexadecanal:NADP+ Δ2-oxidoreductaseで、別名に2-alkenal reductase, hexadecanal: NADP+ oxidoreductaseがある。